# Овелгене
Овелгене (њем. Ovelgönne) општина је у њемачкој савезној држави Доња Саксонија. Једно је од 9 општинских средишта округа Везермарш. Према процјени из 2010. у општини је живјело 5.606 становника. Посједује регионалну шифру (AGS) 3461008.

## Географски и демографски подаци
Овелгене се налази у савезној држави Доња Саксонија у округу Везермарш. Општина се налази на надморској висини од 4 метра. Површина општине износи 123,8 km². У самом мјесту је, према процјени из 2010. године, живјело 5.606 становника. Просјечна густина становништва износи 45 становника/km².